# RPC Paranavaí
RPC Paranavaí (ou RPC Noroeste) é uma emissora de televisão brasileira sediada em Paranavaí, Paraná. Opera no canal 29 UHF digital, e é afiliada à Rede Globo. Fundada em 1992 como TV Imagem do Noroeste e afiliada à Rede Bandeirantes, desde de 1997 integra a RPC e a TV Globo. Cobre 71 municípios, mantendo também sucursais nas cidades de Cianorte e Umuarama.

## Sinal digital
| Canal virtual | Canal digital | Resolução de tela | Programação                                    |
| ------------- | ------------- | ----------------- | ---------------------------------------------- |
| 29.1          | 42 UHF        | 1080i             | Programação principal da RPC Paranavaí / Globo |

Após dois meses funcionando em caráter experimental, o sinal digital da RPC Paranavaí é inaugurado oficialmente em 18 de dezembro de 2012. 
Em junho de 2014, os telejornais locais da RPC Paranavaí passaram a ser produzidos em formato HDTV, sendo a última das oito emissoras do grupo a passar por esse processo.